# Костенко Георгій Федорович
Георгій Федорович Костенко (1906 — ?) — український радянський діяч, голова Державного науково-технічного комітету Ради міністрів УРСР.

## Біографія
Народився у вересні 1906 року.
Освіта вища. Член ВКП(б) з 1930 року.
Перебував на відповідальній господарській роботі.
У 1939–1944 роках — директор Харківського заводу «Гідропривід». Під час німецько-радянської війни разом із підприємством евакуйований на Урал.
У березні 1944 — серпні 1958 року — директор Київського заводу верстатів-автоматів імені Горького.
25 серпня 1958 — 22 квітня 1960 року — голова Державного науково-технічного комітету Ради міністрів УРСР.
На 1966—1967 роки — заступник начальника зведеного відділу із нової техніки Державної планової комісії (Держплану) Української РСР. 
Подальша доля невідома.

## Нагороди
- орден «Знак Пошани» (11.10.1943)
- медалі
- Почесна грамота Президії Верховної Ради Української РСР (8.09.1966)